# 사망사건
아래는 사망사건 목록이다.
- 이한열 사망 사건
- 연천후임병폭행사망사건
- 부산 개성중 학생사망사건
- 울산 울주군 여아 학대 사망사건
- 칠곡 계모 아동학대 사망 사건
- 윤금이 사망사건
- 용인 아파트 벽돌 투척 사망 사건
- 울산 입양아동 학대 사망사건
- 김훈 중위 사망사건
- 의정부 집단구타 사망사건
- 만삭 의사 부인 사망 사건
- 주한미군 장갑차에 의한 여중생 사망 사건
- 금강산 관광객 피격 사망 사건
- 2021년 공군 부사관 성추행 사망 사건
- 성추행 피해 해군 부사관 사망 사건
- 연평도 해역 공무원 피격 사망 사건
- 가습기 살균제 사망사건
- 서울 16개월 입양아 학대 사망사건
- 조지 플로이드 사망 사건
- 에릭 가너 사망사건
- 아다마 트라오레 사망사건
- 압디라만 압디 사망사건
- 프레디 그레이 사망 사건
- 이화여자대학교 목동병원 신생아 집단 사망 사건
- 한강 대학생 사망 사건
- 케일리 앤서니 사망 사건
- 한일관 대표 사망 사건
- 엘리사 램 사망 사건
- 2016년 댈러스 경찰관 총격 사망 사건
- 양구 GP 일병 사망 사건